# Centros clandestinos de detención de la CIA
Los centros clandestinos de detención de la CIA (también llamados black sites o "lugares negros") son centros de detención o prisiones secretas operadas por la CIA, generalmente ubicados fuera del territorio continental estadounidense y de su jurisdicción, con poca o ninguna vigilancia política o pública[cita requerida]. Puede referirse a las instalaciones que son controladas por la CIA en la denominada «guerra contra el terrorismo» para detener a supuestos combatientes enemigos o terroristas. Según el informe del Parlamento europeo de febrero de 2007, el programa de rendición extraordinaria, que puso en marcha los Estados Unidos para apresar a sospechosos de terrorismo, utilizó vuelos de la CIA a través de territorio europeo.
El ex-presidente de los Estados Unidos George W. Bush reconoció la existencia de prisiones secretas operadas por la CIA durante su discurso del 6 de septiembre de 2006. Ya previamente se había sostenido la existencia de estos lugares por The Washington Post en noviembre de 2005 y antes por ONG pro-derechos humanos.
Si bien ningún país europeo ha confirmado que haya alojado centros clandestinos de la CIA, según un informe de la Unión Europea, aceptado el 14 de febrero de 2007 por una mayoría del Parlamento europeo (382 eurodiputados a favor, 256 en contra y 74 abstenciones), la CIA operó 1245 vuelos a través del territorio europeo y que no es posible contradecir evidencia e indicios que sostienen que centros clandestinos de detención estuvieron operando en Polonia y en Rumanía. Este informe de 2007 lamenta que "los países europeos hayan estado cediendo el control sobre su espacio aéreo y aeropuertos al hacerse los desentendidos o admitiendo vuelos operados por la CIA que, en algunas ocasiones, estaban siendo usados para el transporte ilegal de detenidos".

## Controversia
La revelación de tales centros clandestinos de detención se añadió a la controversia que rodeaba la política de los Estados Unidos con respecto a los 'combatientes ilegales'. Según las fuentes gubernamentales, los detenidos están separados en dos grupos. Aproximadamente, 30 detenidos son considerados los sospechosos de terrorismo más peligrosos o importantes y son custodiados por la CIA en sus centros clandestinos de detención bajo unas condiciones muy reservadas. El segundo grupo está compuesto por más de 70 detenidos quienes habrían sido originalmente enviados a los centros clandestinos de detención, pero fueron pronto enviados por la CIA a las agencias de inteligencia en los países del Medio Oriente y del Asia, tales como Afganistán, Marruecos y Egipto. Deben ser contados otros cien detenidos fantasmas secuestrados en territorio europeo y devueltos a otros países, según el informe del senador suizo Dick Marty de enero de 2006. Este proceso es llamado de "rendición extraordinaria". Marty también destaca que los países europeos probablemente tenían conocimientos de estas operaciones secretas. Además, la CIA aparentemente asiste financieramente y dirige las cárceles en estos países. Si bien los Estados Unidos y los países receptores han firmado la Convención contra la tortura y otros tratos o penas crueles, inhumanos o degradantes, los oficiales de la CIA tienen permitido el uso de lo que la agencia denomina "técnicas de interrogación mejoradas". Se alega que estas constituyen "dolor severo y sufrimiento" bajo los términos de la Convención de las Naciones Unidas, lo cual significaría una violación del tratado y, por tanto, de la ley estadounidense.
Los 14 países europeos que Marty lista como colaboradores en "transferencias interestatales ilegales" son Reino Unido, Alemania, Isla de Man, Italia, Suecia, Bosnia y Herzegovina, Macedonia del Norte, Turquía, España, Chipre, Irlanda, Grecia, Portugal, Rumanía y Polonia. Entre las bases aéreas mencionadas se incluyen al Aeropuerto de Glasgow Prestwick (Reino Unido), Aeropuerto Shannon & Aeródromo Casement (Irlanda), Ramstein y Fràncfort (Alemania), Aviano (Italia), Aeropuerto de Palma de Mallorca (España), Aeropuerto Tuzla (Bosnia y Herzegovina), Skopie (Macedonia del Norte), Aeropuerto de Atenas (Grecia), Aeropuerto Internacional de Lárnaca (Chipre), Aeropuerto Ruzyně de Praga (República Checa), Estocolmo (Suecia), así como Rabat (Marruecos) y Argel (Argelia). El primer ministro polaco Kazimierz Marcinkiewicz calificó la acusación de "libelo", mientras que Rumanía dijo igualmente que no existía evidencia de ello. El primer ministro británico Tony Blair sostuvo que el informe "no añade absolutamente nada nuevo a la información que tenemos." Polonia y Rumanía recibieron las acusaciones más directas, dado que el informe cita que la evidencia para estos lugares es "fuerte". El informe cita los aeropuertos en Timişoara (Rumanía) y Szymany (Polonia) como los "puntos de transferencia y destino de detenidos." Asimismo, se cita a ocho aeropuertos fuera de Europa que cumplían esta misma función.
El 19 de mayo de 2006, el Comité de Naciones Unidas contra la Tortura (un órgano que controla el cumplimiento de la Convención de las Naciones Unidas contra la Tortura) recomendó que los Estados Unidos dejaran de retener detenidos en cárceles secretas y finalizaran la práctica de entregar prisioneros a países donde son susceptibles de ser torturados. La decisión fue tomada en Ginebra luego de dos días de audiencias, durante las cuales la delegación estadounidense de 26 miembros defendió las prácticas.

### Submarino
En diciembre de 2005, ABC News informó que exagentes denunciaron que la CIA utilizaba la técnica del submarino, junto con otras cinco "técnicas de interrogatorio mejoradas", contra los detenidos mantenidos en las prisiones secretas. La técnica del submarino es ampliamente conocida como una forma de tortura.

### Asociación Estadounidense de Psicología
El 19 de agosto de 2007, la Asociación Estadounidense de Psicología dictaminó que los psicólogos de su gremio no podían en lo sucesivo ser asociados con tales técnicas de interrogación debido a que los métodos eran "inmorales, dañinos psicológicamente y contraproducentes para proporcionar información útil". La APA afirmó que se requiere a los psicólogos que asisten a interrogadores que usaban ejecuciones falsas, ahogamientos simulados, humillaciones sexuales y religiosas, posiciones estresantes o privaciones de sueño a que pongan fin a este abuso e informen las actividades a sus superiores, así como informar la implicación de cualquier otro psicólogo en tales actividades a la asociación. De no realizarse este paso, la APA retiraría la membresía a aquellos profesionales, lo cual llevaría a la revocación de su licencia en los estados en los que ejercen.

## Presentaciones de la administración Bush
En respuesta a las denuncias, la secretaria de Estado Condoleezza Rice sostuvo el 5 de diciembre de 2005 que los Estados Unidos no habían violado ninguna soberanía en la captura de sospechosos de terrorismo y que los individuos nunca eran transportados a países donde se creía que fueran torturados. Algunas fuentes mediáticas han notado que sus comentarios no excluyen la posibilidad de centros clandestinos de detención en una nación "huésped" o la posibilidad de promesas por tales naciones "huéspedes" de que se abstendrían de torturas no sería genuina. De hecho, el 6 de septiembre de 2006, el presidente George W. Bush admitió públicamente la existencia de prisiones clandestinas y que muchos de los detenidos mantenidos en ellas estaban siendo transferidos a la bahía de Guantánamo.
En diciembre de 2002, The Washington Post informó que "la captura de los líderes de Al Qaeda, Ramzi Binalshibh en Pakistán, Omar al-Faruq en Indonesia, Abd al-Rahim al-Nashiri en Kuwait y Muhammad al Darbi en Yemen, eran todas el resultado de información obtenida durante los interrogatorios." Dicho periódico citó a "oficiales de inteligencia estadounidense y de seguridad nacional" al sostener esta información.
El 21 de abril de 2006, Mary O. McCarthy, una analista de larga data de la CIA, fue despedida por filtrar información clasificada a la periodista del Washington Post, Dana Priest, quien ganó el Premio Pulitzer por sus revelaciones referentes a los centros clandestinos de detención de la CIA. Algunos han especulado que la información que se dice fue filtrada, podía haber incluido información sobre estos centros. El abogado de McCarthy, sin embargo, argumentó que McCarthy "no tenía acceso a la información por cuya filtración es acusada". No obstante, el Washington Post ha puesto en duda la conexión entre los centros clandestinos de detención y su despido, postulando en cambio que McCarthy "había estado acusaciones de maltratos criminales por parte de la CIA y sus contratistas en Irak y Afganistán" y se convenció de que "la gente de la CIA había mentido" en una reunión con la comisión del Senado de los Estados Unidos en junio de 2005.
En un discurso del 29 de septiembre de 2006, el presidente Bush afirmó que 

Una vez capturados, Abu Zubaydah, Ramzi Binalshibh y Khalid Sheikh Mohammed fueron puestos bajo la custodia de la Agencia Central de Inteligencia. El interrogatorio de estos y otros sospechosos de terrorismo, proporcionó información que nos ayudó a proteger al pueblo estadounidense. Ellos nos ayudaron a deshacer una célula terrorista del Sudeste Asiático cuyos miembros habían sido preparados para ataques en el interior de los Estados Unidos. Ellos nos ayudaron a interrumpir una operación de Al Qaeda para llevar a cabo ataques terroristas con carbunco (antrax). Ellos nos ayudaron a detener un golpe planificado sobre el campo de la Marina de los Estados Unidos en Yibuti; a prevenir un ataque planificado sobre el consulado estadounidense en Karachi y a hacer fracasar un complot para secuestrar aviones de pasajeros y dirigirlos al aeropuerto de Heathrow y a Canary Wharf en Londres.

El 20 de julio de 2007, el presidente Bush dio una orden ejecutiva por la cual prohibía la tortura de cautivos por parte de oficiales de inteligencia.
En un discurso público del 7 de septiembre de 2007 dirigido al Council on Foreign Relations en Nueva York, rara para un director en funciones de la Agencia Central de Inteligencia, el general Michael Hayden elogió el programa de detención e interrogatorio de prisioneros y le atribuyó la provisión del 70% del National Intelligence Estimate (Estimado de Inteligencia Nacional) sobre la amenaza terrorista en EE. UU., publicado en julio. Hayden sostuvo que la CIA había detenido a menos de cien personas en instalaciones secretas en el exterior desde 2002 e incluso menos prisioneros habían sido transferidos en forma clandestina desde o hacia gobiernos extranjeros. En una sesión de preguntas y respuestas de 20 minutos con la audiencia, Hayden discutió afirmaciones de que la CIA había usado ahogamientos simulados, posiciones estresantes, hipotermia y perros para interrogar a sospechosos —todas ellas técnicas que habían sido ampliamente criticadas. "Ese es un buen ejemplo de tomar algo en el lugar más oscuro del cuarto y no un reflejo lo que hace mi agencia" dijo Hayden a uno de los representantes de una organización pro-derechos humanos.

### Información provista por el periodismo
En su amplia mayoría, la información acerca de centros clandestinos de detención que se ha hecho pública, ha sido el resultado de investigaciones periodísticas.

## Hechos específicos acerca de los centros clandestinos de detención
Existen controversias acerca de muchos de los hechos concretos en torno a los centros clandestinos de detención. La identidad de los detenidos y la ubicación de los centros, se conoce con grados variables de certeza; a pesar de esto, muchos hechos han sido descubiertos en detalle.

### Detenidos
La lista de los prisioneros que, se piensa, están custodiados por la CIA, incluye a los supuestos miembros de Al Qaeda Khalid Sheikh Mohammed, Nurjaman Riduan Isamuddin, Ramzi Binalshibh y Abu Zubaydah. Se presume que el número total de detenidos fantasmas es de, al menos, un centenar, aunque el número exacto no puede ser determinado debido a que menos del 10% han sido acusados o condenados. No obstante, el memorándum del senador suizo Dick Marty sobre "presunta detención en el Consejo de estados de Europa" sostiene que alrededor de cien personas han sido secuestradas por la CIA en territorio europeo y, posteriormente, entregadas a países donde podrían haber sido torturadas. Este número de cien personas no se superpone, sino que se añade a los 100 detenidos fantasmas de Estados Unidos.
Varios de los supuestos detenidos fueron transferidos a la prisión dirigida por los Estados Unidos en la bahía de Guantánamo en Cuba, durante el otoño de 2006. Con este acto públicamente anunciado, el gobierno de los Estados Unidos reconoció de hecho la existencia de prisiones secretas en el exterior, en las cuales eran recluidos estos prisioneros.

#### Jalid El-Masri
Jalid El-Masri es un ciudadano alemán que fue detenido, llevado a Afganistán, interrogado y supuestamente torturado por oficiales de la CIA durante varios meses, para luego ser liberado en Albania en mayo de 2004 sin haber sido acusado de ningún delito. Esto se debió, aparentemente, a un malentendido que se originó en la similitud de la escritura del nombre de El-Masri con la de un supuesto terrorista Jalid al-Masri. Alemania había emitido órdenes de detención para 13 personas sospechosas de estar involucradas con el secuestro, pero las dejó sin efecto en septiembre de 2007.
El 9 de octubre de 2007, la Corte Suprema de los Estados Unidos declinó, sin hacer comentarios, una apelación de demanda civil de El-Masri contra los Estados Unidos, permitiendo que se mantuviera un veredicto previo emitido por un juez federal de una corte de distrito, la cual fue confirmada por la Corte de Apelaciones del Cuarto Circuito de los Estados Unidos. Estas cortes habían estado de acuerdo con el gobierno en que el caso no podía avanzar sin exponer secretos de Estado. En mayo de 2007, Masri fue enviado a una institución psiquiátrica después de ser arrestado en la ciudad de Neu-Ulm, al sur de Alemania, bajo sospecha de incendio premeditado. Su abogado responsabilizó de sus problemas a la CIA, argumentando que su secuestro y detención habían dejado a Masri en un "naufragio psicológico".

#### Rapto del Imán
Se acusa a la CIA de haber secuestrado en Milán al imán y supuesto terrorista, Hassan Mustafa Osama Nasr (también conocido como Abu Omar),y luego haberlo trasladado a Egipto, donde fue supuestamente torturado y víctima de abusos. Hassan Nasr fue liberado por la justicia egipcia en febrero de 2007, que consideró su detención "injustificada", y no fue imputado de ningún crimen en Italia. En última instancia, 26 estadounidenses (en su mayoría presuntos agentes de la CIA) y nueve italianos fueron acusados. El 4 de noviembre de 2009, un juez italiano condenó in absentia a 23 de los americanos, incluyendo a un coronel de la Fuerza Aérea de Estados Unidos. Dos de los italianos fueron condenados en persona.

#### Aafia Siddiqui
La defensa de Aafia Siddiqui, que fue juzgada en la ciudad de Nueva York, alegó que ella fue retenida y torturada durante varios años en una instalación secreta de Estados Unidos en Bagram. El caso de Aafia ganó notoriedad debido a las acusaciones de Yvonne Ridley en su libro, "The Grey Lady of Bagram" (La dama gris de Bagram).
El juicio comenzó en enero de 2010 y duró 14 días; el jurado deliberó durante tres días antes de llegar al veredicto. El 3 de febrero de 2010 fue encontrada culpable por dos cargos de tentativa de asesinato, asalto con armas, portación y uso de arma de fuego y tres cargos por asalto a oficiales y empleados estadounidenses. Siddiqui fue sentenciada a 86 años de prisión el 23 de septiembre de 2010, luego de una audiencia donde ella dio su testimonio.

## Presuntos centros clandestinos de detención

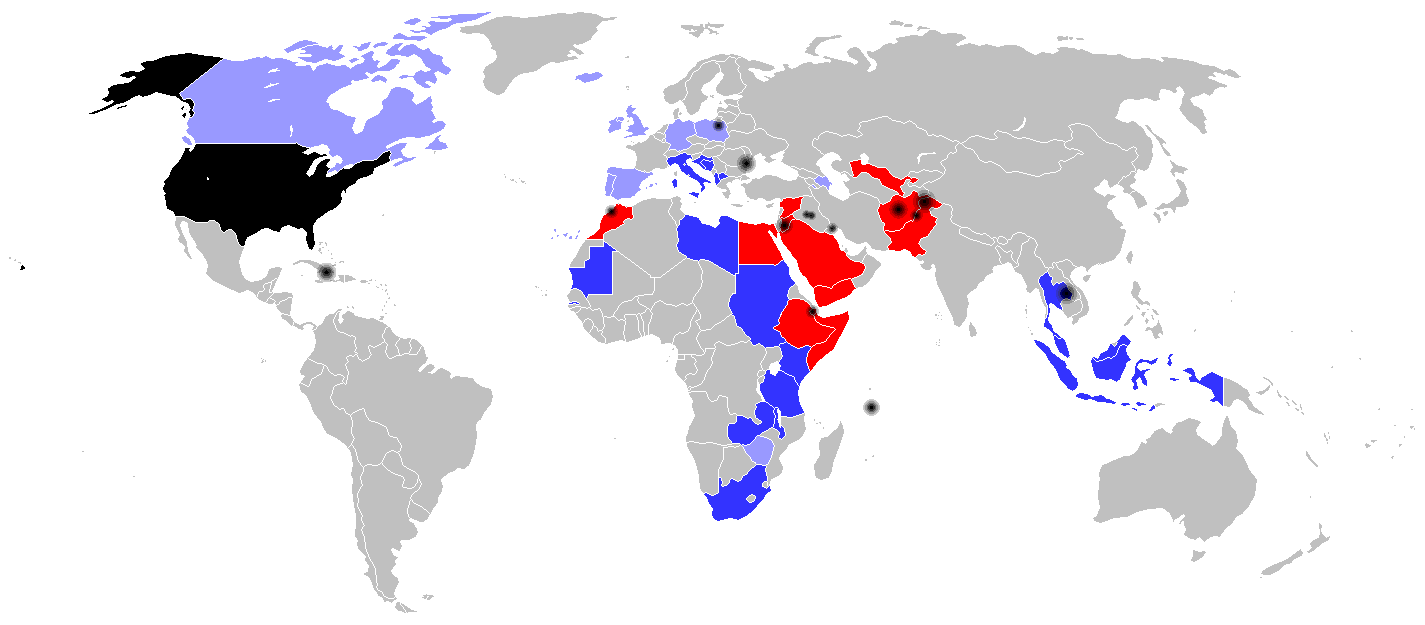
Estados Unidos y los centros clandestinos de detención de la CIA
Rendiciones extraordinarias supuestamente llevadas a cabo desde estos países
Detenidos han sido supuestamente transportados a través de estos países
Detenidos han llegado supuestamente a estos países
Fuentes: Amnesty International, Human Rights Watch

Se estima que se utilizaron 50 prisiones para retener detenidos en 28 países, además de por lo menos 25 prisiones en Afganistán y 20 en Irán. Se estima que EE. UU. ha utilizado también 17 buques como prisiones flotantes desde 2001, llegando a un total estimado de más de 100 prisiones operadas por EE. UU., por sí mismo o en conjunto con sus aliados, para alojar supuestos sospechosos de terrorismo desde 2001.
Los países que retienen sospechosos en nombre de los EE. UU. incluyen Argelia, Azerbaiyán, Bosnia, Yibuti, Egipto, Etiopía, Gambia, Israel, Jordania, Kenia, Kosovo, Libia, Lituania, Marruecos, Mauritania, Pakistán, Polonia, Catar, Rumania, Arabia Saudita, Siria, Somalia, Sudáfrica, Tailandia, Reino Unido, Uzbekistán, Yemen y Zambia.

### Asia
En Tailandia, la Voz de América, una estación de radio que transmite en Udon Thani, una ciudad de la región de Tailandia del Nordeste, ha sido sindicada como un centro clandestino de detención. El ex primer ministro Thaksin Shinawatra ha negado esta información.

### Oriente Medio
En Afganistán, la prisión de la Base aérea de Bagram fue instalada inicialmente en una fábrica de ladrillos abandonada, en las afueras de Kabul, conocida como la "Salt Pilt", pero, más tarde, fue trasladada a la base poco después que un joven afgano muriera de hipotermia tras ser desnudado y dejado encadenado en el piso. Durante este periodo, hubo varios incidentes de abusos y torturas a prisioneros en Bagram, aunque estuvieron relacionados con prisioneros no secretos y no a la porción de la prisión operada por la CIA. En algún momento antes de 2005, la prisión fue nuevamente trasladada, esta vez a un lugar desconocido. Se denunció que los contenedores metálicos de la base aérea de Bagram eran usados como centros clandestinos de detención. Algunos detenidos de Guantánamo informan haber sido torturados en una prisión que llamaban "la prisión oscura", también en las cercanías de Kabul. También en Afganistán, Jalalabad y Asadabad han sido denunciadas como lugares sospechosos de ser centros de detención.

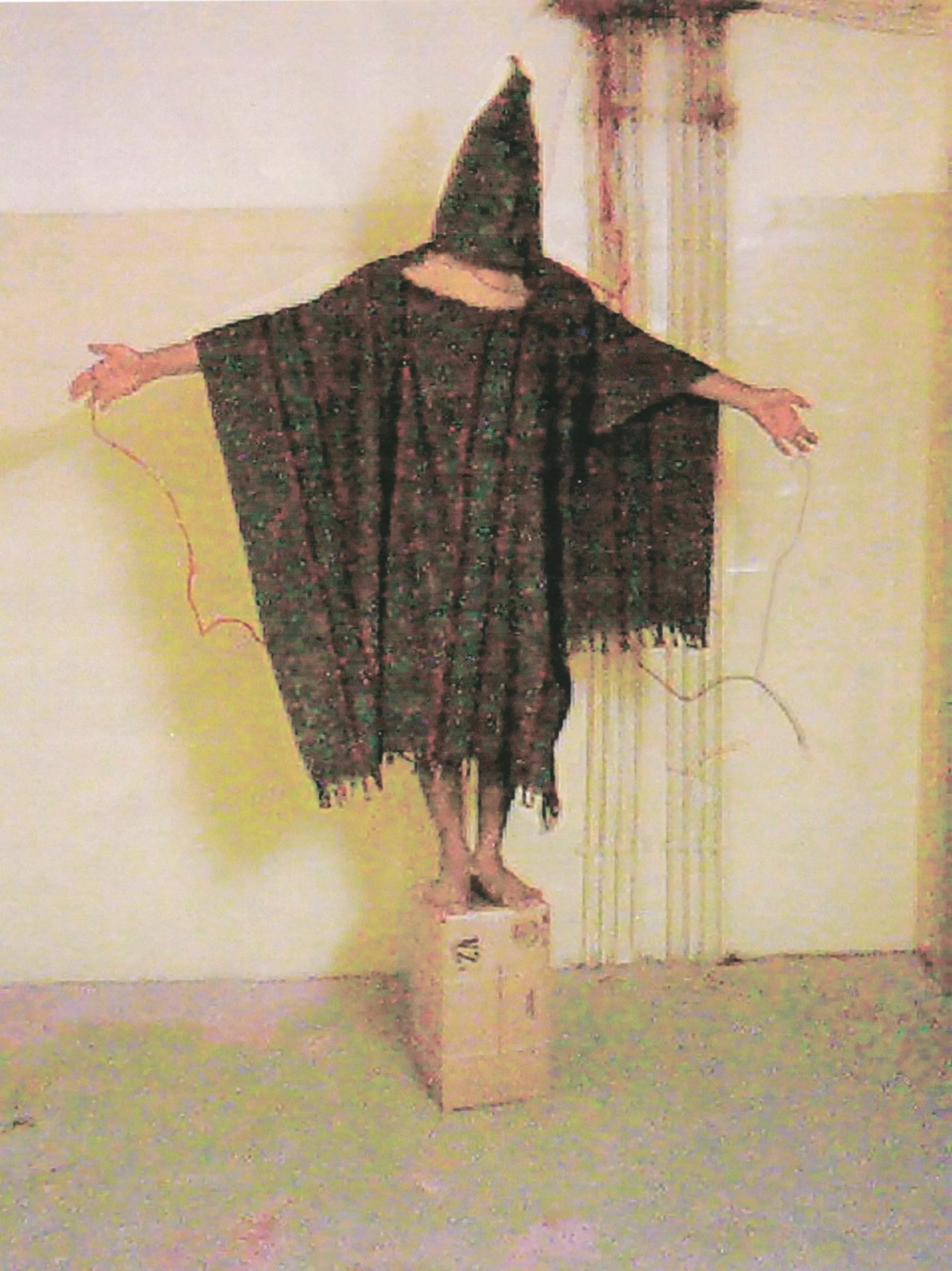
Foto de Satar Jabar, uno de los prisioneros torturados en la prisión de Abu Ghraib. Jabar no estaba en Abu Ghraib bajo cargos de terrorismo, como comúnmente se piensa, sino más bien por robo de automóviles.

En Irak, se reveló que Abu Ghraib funcionaba como un centro clandestino de detención y que era el centro de un gran escándalo de abuso a prisioneros. Además, se denunciaron al campo Bucca (cerca de Umm Qasr) y al campo Cropper (cerca del aeropuerto internacional de Bagdad).
El periódico Israelí Ha'aretz denunció que la prisión de Aj Jafr en Jordania funcionaba como un centro clandestino de detención.
También se ha informado de centros de detención en Alizai, Kohat y Peshāwar en Pakistán. El periódico egipcio Al-Ahram denunció en diciembre de 2001 que 275 prisioneros, acusados de ingresar ilegalmente a Pakistán, eran interrogados por agentes del FBI y de la CIA en la prisión de Kohat, sosteniendo que mientras los talibanes pakistaníes estaban siendo interrogados por la agencia de inteligencia pakistaní, los árabes estaban "a la merced del FBI y de la CIA."

### África
Se ha informado de algunos centros clandestinos de detención en Egipto, Libia y Marruecos, así como en Yibuti. El centro de interrogación de al-Tamara, a diez kilómetros a las afueras de la capital marroquí de Rabat, es citado como uno de estos centros.
El 23 de enero de 2009, el diario inglés The Guardian informó que la CIA manejó un centro de detención secreto en Camp Lemonnier en Yibuti, una ex base de la Legión Extranjera Francesa.

### Océano Índico
La base naval estadounidense en Diego García es citada como un centro clandestino de detención, aunque en un inicio los oficiales estadounidenses y británicos intentaron eliminar estos informes. No obstante, desde entonces la revista Time y una fuente de un "alto oficial estadounidense" han revelado que la isla británica era de hecho utilizada como una prisión secreta para los detenidos de la "Guerra contra el terrorismo".
Si bien se esperaba que la revelación causara molestia considerable a ambos gobiernos, los oficiales británicos podrían enfrentar una exposición considerable debido a que habían sofocado las protestas públicas sobre los abusos cometidos contra los detenidos estadounidenses asegurando falsamente a la opinión pública que ningún campo de detención estadounidense era alojado en alguna base o territorio británico. El Reino Unido podría, asimismo, enfrentar responsabilidades frente a aparentes violaciones de tratados internacionales.
En 2015, Lawrence Wilkerson, exjefe de equipo de Colin Powell, expresó que Diego García fue utilizada por la CIA para "actividades nefastas". Dijo que él había oído, a partir de tres fuentes de inteligencia de Estados Unidos, que se utilizó Diego García como "un centro de tránsito donde la gente se alojaba temporalmente, digamos, y era interrogada de vez en cuando" y que "Lo que escuché fue más en el sentido de usarla como un lugar de tránsito cuando tal vez otros lugares estaban llenos u otros lugares eran considerados demasiado peligrosos o inseguros, o no estaban disponibles en este momento".

### Europa
Varios países europeos (particularmente los ex satélites y repúblicas soviéticas) han sido acusados de alojar centros clandestinos de detención u han negado dicha acusación: la República Checa, Hungría, Polonia, Rumanía, Armenia, Georgia, Letonia, Bulgaria, Azerbaiyán y Kazajistán. El vocero del ministerio eslovaco Richard Fides dijo que el país no tenía centros clandestinos de detención, pero el vocero de su servicio de inteligencia, Vladimir Simko dijo que él no revelaría a los medios ninguna información sobre posibles centros clandestinos de detención en el país.[cita requerida] El Comisionado de Justicia, Derechos Fundamentales y Ciudadanía de la Unión Europea, Franco Frattini ha afirmado en repetidas ocasiones la suspensión del derecho de voto de cualquier Estado miembro que haya albergado un centro clandestino de la CIA.[cita requerida]
El ministro del interior de Rumania, Vasile Blaga ha asegurado a la Unión Europea que el Aeropuerto Internacional Mihail Kogălniceanu fue utilizado solamente como punto de abastecimiento para equipos y nunca como centro de detención, aunque existen informes que sostienen lo contrario. Un fax interceptado por el sistema suizo de interceptación Onyx, procedente del Ministro de Relaciones Exteriores egipcio y dirigido a su embajada en Londres, afirma que 23 prisioneros fueron clandestinamente interrogados por estadounidenses en la base. En 2007, Dick Marty reveló que la CIA supuestamente tenía prisiones secretas en Polonia y Rumania.
El 22 de abril de 2015, Ion Iliescu, expresidente de Rumania, confirmó que había aceptado una petición de la CIA para una localización en Rumania, pero que no era consciente de la naturaleza del sitio, y lo describió como un pequeño gesto de buena voluntad a un aliado antes de la eventual adhesión de Rumanía a la OTAN. Iliescu señaló además que si hubiera sabido del uso previsto de la localización, que sin duda no hubiera aprobado la solicitud.
Hay otros lugares citados en Ucrania, que niega albergar tales centros de detención, y en Macedonia del Norte.
En junio de 2008, un artículo del New York Times afirmó, citando a oficiales de la CIA no mencionados, que Khalid Sheikh Mohammed fue retenido en una instalación secreta en Polonia, cerca del Aeropuerto Internacional de Szymany, aproximadamente a 100 millas de Varsovia, y que allí fue donde él fue interrogado y sometido a tortura ("submarino"). Se afirmó que Khalid Sheikh Mohammed fue sometido a este abuso cerca de 100 veces durante dos semanas, antes de que comenzara a colaborar.
En septiembre de 2008, dos oficiales de inteligencia polacos anónimos, hicieron afirmaciones en el periódico "Dziennik" acerca de instalaciones ubicadas en Polonia. Uno de ellos afirmó que entre 2002 y 2005, la CIA retuvo sospechosos de terrorismo dentro de la base de entrenamiento de inteligencia militar Stare Kiejkuty, en el noreste de Polonia. El oficial dijo que solo la CIA tenía acceso a esa zona aislada, que era utilizada por ser un sitio seguro, lejano de ciudades importantes y cerca de un antiguo aeropuerto militar. El periódico informó que el primer ministro Leszek Miller y el presidente Aleksander Kwasniewski tenían conocimiento de esta base. Sin embargo, el oficial dijo que era poco probable que alguno de ellos supiera si los prisioneros eran torturados, ya los polacos no tenían control sobre las actividades de los americanos.
El 23 de enero de 2009, The Guardian informó que la CIA manejó centros clandestinos en el Aeropuerto Internacional de Szymany en Polonia, Camp Eagle en Bosnia y Camp Bondsteel en Kosovo.
De acuerdo a la Fundación de Helsinki para los Derechos Humanos, los EE. UU. se negaron a cooperar con Polonia en una investigación sobre el tema.
En noviembre de 2009, se informó que un centro clandestino mencionado por un artículo del Washington Post de noviembre de 2005, habría estado ubicado en Lituania. Se dijo que una antigua escuela de equitación en Antaviliai, una localidad cercana a Vilna, había sido convertida en prisión por la CIA en el 2004.
Estas afirmaciones derivaron en una investigación parlamentaria, y la presidenta de Lituania, Dalia Grybauskaitė afirmó que ella tenía "sospechas indirectas" acerca de un centro clandestino en su país.
El 22 de diciembre de 2009, la comisión parlamentaria concluyó su investigación y afirmó que no había encontrado pruebas de la existencia de un centro clandestino en Lituania. Valdas Adamkus, expresidente de Lituania, dijo que tenía certeza acerca de que ni siquiera supuestos terroristas habían sido detenidos en territorio lituano.
Luego de la publicación del informe del Comité de Inteligencia del Senado sobre tortura, en diciembre de 2014, el presidente de Polonia en el período 1995-2005, Alexander Kwasniewski, admitió que había aceptado alojar en Polonia un centro clandestino de la CIA, pero con la condición de que las actividades que allí se desarrollaran estuvieran de acuerdo con la legislación polaca. Dijo que un proyecto de memorando de Estados Unidos había declarado que "las personas detenidas en Polonia deben ser tratadas como prisioneros de guerra y les serán otorgados todos los derechos que les corresponden", pero por falta de tiempo los EE. UU. no habían firmado el memorándum.

### América del Norte
Homan Square es una instalación policial en Chicago. No existe evidencia incontrovertible acerca de las vinculaciones que esta unidad pudiera tener con oficiales o agentes de la CIA.
El periódico "The Guardian" informó en febrero de 2015 que el Departamento de Policía de Chicago "opera como recinto de interrogatorios 'fuera de los libros', haciendo que los estadounidenses no puedan ser encontrados por sus familiares ... mientras permanecen encerrados dentro de lo que los abogados dicen que es el equivalente interno de un centro clandestino de la CIA".

### Sitios móviles
- La nave de guerra estadounidense USS Bataan.[75][76] Dado que se trata de una nave militar de Estados Unidos, no es técnicamente un "centro clandestino de detención", según la definición que se ha adoptado; sin embargo, se ha utilizado por los militares estadounidenses como un centro temporal de interrogación inicial (después del cual, los prisioneros eran transferidos a otras instalaciones, posiblemente incluyendo los centros clandestinos de detención).

- Aeronave N221SG, un Learjet 35
- Aeronave N44982, un Gulfstream V (también conocido como N379P)
- Aeronave N8068V, un Gulfstream V
- Aeronave N4476S, un Boeing Business Jet

- El 31 de mayo de 2008, The Guardian informó que el grupo pro-derechos humanos Reprieve afirmó que hasta 17 navíos estadounidenses habrían sido usados para mantener encubiertamente a cautivos.[81][82] Adicionalmente al navío estadounidense Bataan, The Guardian mencionó al: USS Peleliu, USS Ashland, USNS Stockham, USNS Watson, USNS Watkins, USNS Sister, USNS Charlton, USNS Pomeroy, USNS Red Cloud, USNS Soderman, USNS Dahl; MV PFC William B Baugh, MV Alex Bonnyman, MV Franklin J Phillips, MV Louis J Huage Jr y al MV James Anderson Jr. El Ashland estuvo anclado en las costas de Somalia en 2007, por lo que la organización Reprieve mostró su preocupación de que hubiera sido usado como un navío receptor de más de cien presos capturados en el este africano.

## Medios de comunicación e investigaciones

### Medios de comunicación

#### Artículo del Washington Post de diciembre de 2002
El 26 de diciembre de 2002, el Washington Post informó acerca de una prisión secreta de la CIA en un extremo de la Base de la Fuerza Aérea en Bagram (Afganistán), armada con contenedores marítimos metálicos. El 14 de marzo de 2004, The Guardian informó que tres ciudadanos británicos fueron retenidos en cautiverio en una sección secreta de Camp Echo, del complejo Bahía de Guantánamo. Varios otros artículos informan sobre los detenidos fantasma de la CIA, además de los “combatientes enemigos” oficiales. De todos modos, fueron las revelaciones del artículo del Wahington Post del 2 de noviembre de 2005 que iniciarían el escándalo.

#### Informe del Observatorio de Derechos Humanos de marzo de 2004
Un informe de la organización Observatorio de Derechos Humanos titulado “Libertad duradera – Abusos cometidos por las fuerzas estadounidenses en Afganistán” afirma que la CIA ha operado en Afganistán desde septiembre de 2001; manteniendo una gran instalación en el vecindario de Ariana Chowk, en Kabul y una instalación destinada a detención e interrogatorio en la base aérea de Bagram.

#### Informe de la revista “Village” de marzo de 2005
En su edición del 26 de febrero al 4 de marzo de 2005, la revista irlandesa Village, publicó un artículo titulado "Los secuestros a través de Shannon" donde afirmó que los aeropuertos de Dublín y Shannon en Irlanda, fueron "utilizadas por la CIA para secuestrar a sospechosos en su 'guerra contra el terror' ". El artículo llegó a afirmar que un Boeing 737 (número de registro N313P, más tarde registrado como avión de rendición N4476S) fue dirigido a través de Shannon y Dublín en catorce ocasiones, desde el 1 de enero de 2003 hasta finales de 2004. Esto surge del registro de vuelo de la aeronave, obtenido de Washington D. C., por Village. Los destinos incluyeron Estonia (11/01/03); Lárnaca, Salé, Kabul, Palma de Mallorca, Skopie, Bagdad, (todos el 16 de enero de 2004); Marka (Jordania) (10 de mayo de 2004 y 13 de junio de 2004). Otros vuelos comenzaron en lugares tales como Dubái (2 de junio de 2003 y el 30 de diciembre de 2003), Mitiga (29 de octubre de 2003 y el 27 de abril de 2004), Bagdad (2003) y Marka (8 de febrero de 2004, 4 de marzo de 2004, 10 de mayo de 2004), todos los cuales finalizaron en Washington D. C..
De acuerdo al artículo, el mismo avión aterrizó en la Bahía de Guantánamo el 23 de septiembre de 2003, “habiendo viajado desde Kabul al Aeropuerto Internacional Szczytno-Szymany (Polonia), al Aeropuerto Internacional Mihail Kogălniceanu (Rumania) y a Salé (Marruecos)”. Había sido utilizado “en conexión con el secuestro en Skopje, actual Macedonia del Norte, de Khalid El-Masri, un ciudadano alemán descendiente de libaneses, el 31 de diciembre de 2003, y su traslado al centro de detención de EEUU en Afganistán el 23/01/2004”.
En el artículo se hacía notar que el registro del avión mostraba que había sido propiedad de la empresa Premier Executive Transport Services, ubicada en Massachusetts, aunque en febrero de 2005 estaba registrado como propiedad de la empresa Keeler and Tate Management, de Reno, Nevada. En la fecha de la transferencia de registro, un jet Gulfstream V, (número N8068V) usado en las mismas actividades fue transferido de la empresa Premier Executive Transport Services a una compañía llamada Baynard Foreign Marketing.

#### Artículo del Washington Post de noviembre de 2005
Un relato de la reportera Dana Priest publicado por el Wahington Post el 2 de noviembre de 2005, informó: "La CIA ha estado escondiendo e interrogando a algunos de sus más importantes prisioneros supuestamente de Al Qaeda, en un complejo de la era soviética en Europa del Este, de acuerdo con funcionarios estadounidenses y extranjeros familiarizados con la disposición."
De acuerdo con actuales y antiguos oficiales de inteligencia y diplomáticos, hay una red de prisiones en el extranjero que incluye o ha incluido ubicaciones en varias democracias europeas, Tailandia, Afganistán y una pequeña porción de la prisión de Bahía de Guantánamo en Cuba. Amnistía Internacional ha calificado esta red como “El Archipiélago Gulag” en clara referencia a la novela del mismo nombre del escritor y activista ruso Aleksandr Solzhenitsyn.
La información sobre prisiones secretas fue fuertemente criticada por miembros y exmiembros de la administración Bush. De todos modos, Priest afirma que ninguna persona de la administración requirió que el Washington Post no publicara el relato. Más bien le pidieron que no publican los nombres de los países en los que se encuentran las cárceles. “El Post no ha identificado a los países de Europa del Este involucrados en el programa secreto, a pedido de altos oficiales de EEUU quienes argumentaron que esa apertura de datos podría interrumpir los esfuerzos contra el terrorismo”.

#### Informe del Observatorio de Derechos Humanos
El 3 de noviembre de 2005, Tom Malinowski del Observatorio de Derechos Humanos de Nueva York, citó evidencia circunstancial que apunta a Polonia y Rumania como alojamiento prisiones secretas gestionadas por la CIA. Los registros de vuelo obtenidos por el grupo, documentaron que el Avión de Rendición Boeing 737 'N4476S' fue alquilado por la CIA para el transporte de presos que salen de Kabul, haciendo paradas en Polonia y Rumania antes de continuar hacia Marruecos, y finalmente Bahía de Guantánamo, en Cuba. Estos patrones de vuelo podrían corroborar las afirmaciones de oficiales del gobierno de que los prisioneros se agrupan en diferentes clases siendo depositados en diferentes ubicaciones. Los comentarios de Malinowski impulsaron rápidas negaciones por parte de funcionarios de ambos gobiernos, polaco y rumano, así como provocaron la preocupación del Comité Internacional de la Cruz Roja ("CICR"), que solicitó tener acceso a todos los extranjeros sospechosos de terrorismo en poder de los Estados Unidos.
La acusación de que varios miembros de la Unión Europea podrían haber permitido a EE. UU. retener, aprisionar o torturar detenidos en sus territorios, ha sido objeto de controversia en el cuerpo de la Unión Europea, quien anunció, en diciembre de 2005, que cualquier país hallado culpable de complicidad en estos hechos, podría perder su derecho a voto.

#### Informe de Amnistía Internacional de noviembre de 2005
El 8 de noviembre de 2005, el grupo de derechos Amnistía Internacional proporcionó el primer testimonio integral de los ex reclusos de los centros clandestinos de la CIA. El informe, que documentó los casos de tres ciudadanos yemeníes, fue el primero en describir en detalle las condiciones de los centros clandestinos de detención. En un informe subsiguiente, en abril de 2006, Amnistía Internacional utilizó los registros de vuelo y otra información para ubicar los centros clandestinos de detención de Europa del Este y Asia Central.

#### Informe de la BBC de diciembre de 2006
El 28 de diciembre de 2006, la BBC informó que durante 2003, el bien conocido avión Gulfstream V de la CIA implicado en varias situaciones de rendición extraordinaria, el N379P, había aterrizado en varias oportunidades en el Aeropuerto Internacional Szczytno-Szymany|Szymany polaco. El jefe del aeropuerto dijo que se pedía a los oficiales del aeropuerto que se mantuvieran alejados del avión, que se detenía en el extremo más lejano de la pista y frecuentemente permanecía con los motores en marcha. Camionetas de una base de inteligencia cercana (Stare Kiejkuty) llegaban hasta el avión, permanecían por un corto tiempo y luego se retiraban. Las tasas de aterrizaje eran pagadas en efectivo, con los documentos de facturación emitidos para “probablemente falsas” compañías estadounidenses.

#### Artículo del ”New Yorker” de agosto de 2007
El 13 de agosto de 2007, Jane Mayer informó en el NewYorker que la CIA había operado centros clandestinos de detención por orden directa del presidente George W. Bush desde poco después del atentado del 9/11 y que se utilizaron con los prisioneros métodos de interrogatorio psicológicamente extremos, basados, por lo menos parcialmente, en el Programa Phoenix de la era de la Guerra de Vietnam. Estos métodos incluían privación sensorial, privación del sueño, mantener prisioneros desnudos indefinidamente y fotografiarlos desnudos para degradarlos y humillarlos y la administración forzada de fármacos para desplomar en su dignidad. Según el informe de Mayer, agentes de la CIA han contratado seguros de responsabilidad profesional, por temor a ser perseguidos penalmente si sus acciones llegan al conocimiento público.

#### Informes de medios periodísticos a partir de septiembre de 2007
El 14 de septiembre de 2007, el Washington Post informó que los miembros del Comité Selecto del Senado sobre Inteligencia habían solicitado la retirada de la candidatura de John A. Rizzo - (abogado de la CIA) para el puesto de consejero general, debido a las preocupaciones existentes a causa de su apoyo a las doctrinas jurídicas de la administración Bush que permitían el "interrogatorio mejorado" de los terroristas detenidos en custodia de la CIA.
El 4 de octubre de 2007, el New York Times informó que, poco después de que Alberto Gonzales se convirtiera en fiscal general, en febrero de 2005, el Departamento de Justicia de Estados Unidos emitió una opinión secreta a partir de la cual, por primera vez, se proporcionó a la CIA autorización explícita para someter a sospechosos de terrorismo a una combinación de tácticas físicas y psicológicas dolorosas, incluyendo bofetadas, ahogamiento simulado y temperaturas heladas. Esto fue en directa oposición a una opinión jurídica pública emitida en diciembre de 2004 que declaró a la tortura "aborrecible". Según los informes, Gonzales aprobó el memorando legal sobre "efectos combinados" por sobre las objeciones de James B. Comey, el saliente fiscal general adjunto, quien dijo a sus colegas del Departamento de Justicia que todos iban a ser "la vergüenza" cuando el mundo finalmente se enterara de los hechos. Según el informe del “Times”, las opiniones del 2005 del Departamento de Justicia siguen en vigor, y sus conclusiones legales han sido confirmadas por varios memorandos más recientes.
Patrick Leahy y John Conyers , presidentes respectivos de los Comités Judicial y de la Cámara del Senado, pidieron que el Departamento de Justicia entregara a sus comités para su revisión los documentos relacionados con el dictamen jurídico secreto de febrero de 2005.
El presidente del Comité de Inteligencia del Senado, John D. Rockefeller IV, escribió al Secretario de Justicia Peter D. Keisler, solicitando copias de todas las opiniones desde el año 2004, acerca de técnicas de interrogatorio. "Me parece incomprensible que el comité encargado de la supervisión del programa de detención e interrogatorio de la CIA reciba más información del The New York Times que del Departamento de Justicia", decía en una de sus partes la carta de Rockefeller.
El 5 de octubre de 2007, el presidente George W. Bush respondió “Este gobierno no tortura personas. Usted sabe que nos atenemos a la ley de Estados Unidos y a nuestras obligaciones internacionales”. Bush dijo que las técnicas de interrogatorio “han sido ampliamente informadas a los miembros de Congreso adecuados”.
El 11 de octubre de 2007, el New York Times informó que Michael Hayden había ordenado una investigación interna inusual en la labor del inspector general de la agencia, John L. Helgerson, cuyas agresivas investigaciones de los programas de detención e interrogatorio de la CIA y otros asuntos, han creado resentimiento entre los agentes de la agencia. La investigación, según los informes, fue supervisada por Robert L. Deitz, un abogado que se desempeñó como asesor general en la Agencia de Seguridad Nacional, durante la jefatura de Michael Hayden, e incluye también Michael Morell, subdirector asociado de la agencia.
Un informe de la oficina de Helgerson completado en la primavera de 2004, advirtió que algunos procedimientos de interrogatorio aprobados por la CIA parecían constituir un trato cruel, inhumano y degradante, según la definición de la Convención Internacional contra la Tortura. Algunos de los trabajos del inspector general en temas de detención fueron conducidos por Mary O. McCarthy , quien fue despedida de la agencia en 2006, después de haber sido acusada de filtrar información clasificada. Según los informes, la oficina de Helgerson estaba a punto de concluir (año 2007) , con una serie de investigaciones sobre las detenciones, interrogatorios y rendiciones de la CIA.
Los miembros de los comités de inteligencia de la Cámara y del Senado expresaron su preocupación por la investigación, diciendo que podría socavar el rol del inspector general como organismo de control independiente. El senador Ron Wyden, del Partido Demócrata de Estados Unidos por Oregón dijo que estaba enviando una carta a Mike McConnell, el director de Inteligencia Nacional, pidiéndole que diera instrucciones a Hayden de dejar caer la investigación.
En un discurso del 30 de octubre de 2007, ante el Consejo de Chicago sobre Asuntos Globales, Hayden defendió los métodos de interrogación de la agencia, diciendo: "Nuestros programas son lícitos en la medida en que son valiosos". Ante una pregunta acerca de la aplicación del método de tortura llamado “submarino”, Hayden hizo mención al nominado fiscal general Michael Mukasey, diciendo: "Ni el juez Mukasey ni yo podemos responder a su pregunta en abstracto. Necesito entender la totalidad de las circunstancias en que esta pregunta se planteó antes de poder dar una respuesta".
El 6 de diciembre de 2007 la CIA admitió haber destruido cintas de video con grabaciones de sus interrogatorios de sospechosos de terrorismo, que registraban técnicas de interrogatorio duras; cintas que los críticos sugieren pueden haber documentado el uso de la tortura por parte la CIA, como el ahogamiento simulado. Las cintas de video fueron hechas en 2002 como parte de un programa de detención e interrogatorio secreto y fueron destruidas en noviembre de 2005. La razón citada para la destrucción de las cintas era que representaban un riesgo de seguridad para los interrogadores que aparecen en ellas. Sin embargo, el departamento también indica que las cintas "no tenían más valor de inteligencia y no eran relevantes para ninguna investigación".
En respuesta, el presidente del Comité de Servicios Armados del Senado Carl Levin, (Partido Demócrata de Estados Unidos- Míchigan) declaró: "En virtud de esa teoría, usted tendría que quemar todos los documentos de la CIA que tengan en ellos la identidad de un agente". Otros demócratas en el Congreso también hicieron declaraciones públicas de indignación por la destrucción de las cintas, sugiriendo que había ocurrido una violación a la ley.

#### Informe de la BBC de diciembre de 2009
El 22 de diciembre de 2009, la BBC informó acerca de un hallazgo de una investigación lituana, respecto de por lo menos dos centros clandestinos de detención que, con posterioridad al ataque terrorista sufrido por EE. UU. el 11 de septiembre de 2001, habían sido instalados por la CIA en territorio lituano.
El informe del Parlamento de Lituania parece desestimar la posible responsabilidad de las autoridades lituanas, sobre hipotéticas violaciones a los derechos humanos cometidas por la CIA, expresando que aún el presidente ignoraba lo que los servicios de inteligencia de EE. UU. estaban llevando a cabo.

#### Artículo de New England Journal of Medicine de junio de 2015
El 11 de junio de 2015, el New England Journal of Medicine, se refiere al informe acerca de tortura que el Comité de Inteligencia del Senado de EE. UU. liberó al conocimiento público en diciembre de 2014. Se trata de un resumen de 600 páginas, extractado de un total de 6000 páginas aún clasificadas, que “documenta en perturbador detalle el uso por parte de la Agencia Central de Inteligencia (CIA) de médicos, abogados y psicólogos en su programa de tortura post 11/9/2001 en más de una docena de centros clandestinos o prisiones secretas alrededor del mundo”.

### Investigaciones en Europa
Luego de las protestas del público y medios de comunicación en Europa, en relación con titulares sobre "prisiones secretas de la CIA" en Polonia y en otros países aliados de Estados Unidos, la Unión Europea a través de su Comisión de Asuntos Jurídicos, investigó si alguno de sus miembros, especialmente Polonia, la República Checa o Rumania, tenía en su territorio alguna de estas "prisiones secretas de la CIA". Después de la investigación realizada, la UE determinó que no podía encontrar ninguna de estas prisiones. De hecho, no podían probar de manera absoluta si alguna vez habían existido. Citando el informe: "En esta etapa de las investigaciones, no existe evidencia formal, irrefutable, de la existencia de centros secretos de detención de la CIA en Rumania, Polonia o cualquier otro país. Sin embargo, hay muchas indicaciones de varias fuentes que deben ser consideradas confiables, que justifican la continuación del trabajo de análisis e investigación."
Sin embargo, el supuesto programa de la CIA impulsó varias investigaciones oficiales en Europa en búsqueda de evidencia sobre la existencia de tales detenciones secretas y traslados ilegales de detenidos que involucran a Estados miembros del Consejo de Europa. En una resolución del 27 de junio de 2006, el Consejo de Europa informó que un estimado de 100 personas habían sido secuestradas por la CIA en territorio de la Unión Europea (con la cooperación de miembros del Consejo de Europa), y derivadas a otros países, a menudo luego de haber transitado por centros de detención secretos (“black sites” o “centros clandestinos de detención”) utilizados por la CIA, algunos de ellos ubicados en Europa. Según el informe independiente del 14 de febrero de 2007 del Parlamento Europeo, la CIA ha realizado 1.245 vuelos, muchos de ellos a destinos en los que los sospechosos podrían enfrentar la tortura, en violación del artículo 3 de la Convención de las Naciones Unidas contra la Tortura.

#### Investigaciones en España
En noviembre de 2005, el diario El País informó que aviones de la CIA habían aterrizado en las Islas Canarias y en Palma de Mallorca. Un fiscal estatal inició una investigación sobre estos aterrizajes, los cuales, de acuerdo a las autoridades, fueron hechos sin conocimiento oficial constituyendo, por lo tanto, un acto en contra de la soberanía nacional.

#### Investigaciones en Francia
El fiscal de la corte de Bobigny, en Francia, inició una investigación con el objeto de “verificar la presencia del avión con matrícula N50BH en el Aeropuerto Le Bourguet el 20 de julio de 2005”. Esta investigación fue iniciada a partir de un reclamo de diciembre de 2005 de la “Ligue des droits de l'homme" (“Liga de los derechos del Hombre”, LDH, por su sigla en francés) y la “International Federation of Human Rights Leagues" (“Federación Internacional de Ligas de Derechos Humanos”, FIDH) sobre casos de “detención arbitraria”, “delito de tortura” y “no respeto de derechos de prisioneros de guerra”.La investigación tenía como objetivo determinar si el avión fue usado para transportar prisioneros de la CIA al campo de detención de Bahía de Guantánamo y si las autoridades francesas tenían conocimiento de esta parada. De todos modos, el abogado representante de la LDH declaró que estaba sorprendido de que la investigación judicial recién fuera iniciada el 20 de enero de 2006 y de que ninguna verificación había sido hecha con anterioridad.
El 2 de diciembre de 2005, el diario conservador Le Figaro había revelado la existencia de dos aviones de la CIA que habían aterrizado en Francia, sospechados de transportar prisioneros de la CIA. Pero la instrucción solamente se centró en el avión N50BH, un Gulfstream III que habría aterrizado en Le Bourget el 20 de julio de 2005, procedente de Oslo, Noruega. El otro avión sospechoso habría aterrizado en Brest el 31 de marzo de 2002. Las autoridades de Canadá han investigado si habría estado volando desde St. John's, Terranova y Labrador, en Canadá, vía Keflavík, en Islandia antes de volar a Turquía.

#### Investigaciones en Portugal
El 5 de febrero de 2007 la fiscal general de Portugal, Cándida Almeida, jefe del Departamento de Investigación y Acción Penal Central (DCIAP), anunció una investigación sobre “tortura o trato cruel e inhumanos”, impulsada por las denuncias de "actividades ilegales y graves violaciones de los derechos humanos", que Ana Gomes, diputada del parlamento europeo, presentara al fiscal general Pinto Monteiro el 22 de enero de 2007.
Gomes fue altamente crítica a la actitud del Gobierno de Portugal y su poca disposición a cumplir con la investigación de la Comisión del Parlamento Europeo en torno a los vuelos de la CIA. Esta posición crítica produjo tensiones con el ministro de Relaciones Exteriores Luis Amado, miembro, al igual que Gomes, del Partido Socialista de Portugal. Gomes expresó que no tenía ninguna duda acerca de que frecuentemente se permitieron vuelos ilegales durante los gobiernos de Durão Barroso (2002–2004) y Santana Lopes (2004–2005) y que “durante el gobierno socialista de José Sócrates”, están documentados “24 vuelos que pasaron por sobre el territorio portugués”. Gomes expresó su satisfacción con la apertura de la investigación, pero insistió recordando anteriores expresiones suyas, en las cuales había dicho que también sería necesaria una investigación parlamentaria.
Rui Costa Pinto, periodista de la revista “Visão”, también dio su testimonio ante el Departamento de Investigación y Acción Penal Central (DCIAP). Costa Pinto había escrito un artículo, rechazado por la revista, acerca de vuelos que pasaron a través de Lajes Field, en las Islas Azores, una base aérea portuguesa utilizada por la Fuerza Aérea de EE. UU. Costa Pinto wrote a book about his investigation.
Han sido identificados aproximadamente 150 vuelos de la CIA que pasaron a través de Portugal.

#### Investigaciones en Polonia
En enero de 2012 la oficina del procurador general de Polonia inició procedimientos de investigación contra Zbigniew Siemiątkowski, exjefe de la Agencia de Inteligencia de Polonia. Siemiątkowski es acusado de facilitar las supuestas operaciones de detención en Polonia, donde sospechosos extranjeros podrían haber sido torturados en el marco de la Guerra al Terror. Los presuntos crímenes o violaciones a la Constitución de Polonia y la legislación internacional tuvieron lugar cuando era Primer ministro Leszek Miller (en el período 2001–2004), a la fecha miembro del Parlamento de Polonia y líder de la Alianza de Izquierda Democrática. Leszek Miller también podría ser sujeto de acciones legales futuras (juicio ante el Tribunal Estata de la República de Polonia).
Podría estar en duda la solidez a futuro de la investigación, mantenida en secreto, que está en curso desde 2008. De acuerdo a un importante periódico polaco, (Gazeta Wyborcza), poco después de que Siemiątkowski fuera acusado por los fiscales en Varsovia, el caso fue transferido y se espera que sea conducido por un equipo fiscal diferente en Cracovia. Las autoridades de EE. UU. se han negado a cooperar con la investigación y la exhibición de documentos importantes para la fiscalía por parte de la poco dispuesta Agencia de Inteligencia, solo fue obtenida luego de la intervención institucional del Primer Presidente de la Suprema Corte de Polonia.
Se menciona que Abu Zubaydah y Abd al-Rahim al-Nashiri han sido retenidos y sometidos a castigos físicos en la base de Inteligencia Stare Kiejkuty, en el noreste de Polonia.

#### Otras investigaciones en Europa
La Unión Europea así como en Consejo de Europa, se comprometieron a investigar las denuncias. El 25 de noviembre de 2005, el investigador principal del Consejo de Europa, el legislador suizo Dick Marty anunció que había obtenido las coordenadas de latitud y longitud de presuntos centros clandestinos y que él tenía la intención de utilizar las imágenes de satélite de los últimos años como parte de su investigación. El 28 de noviembre de 2005, el Comisario de Justicia de la UE Franco Frattini afirmó que cualquier país de la UE que hubiera operado una prisión secreta tendría sus derechos de voto suspendidos. El 13 de diciembre de 2005, Marty, investigando las actividades ilegales de la CIA en Europa en nombre del Consejo de Europa en Estrasburgo, dio a conocer evidencia de que "individuos habían sido secuestrados y trasladados a otros países sin respeto por ninguna de las normas legales". Su investigación ha encontrado que no existe evidencia de la existencia de cárceles secretas de la CIA en Europa, pero agregó que era "altamente improbable" que los gobiernos europeos no estuvieran al tanto del programa estadounidense conocido como rendición extraordinaria. Sin embargo, el informe provisional de Marty, que se basó en gran parte en un compendio de recortes de prensa, ha sido duramente criticado por los gobiernos de varios Estados miembros de la UE.
El informe preliminar estableció que era "muy poco probable que los gobiernos europeos, o al menos sus servicios de inteligencia, no tuvieran conocimiento" del secuestro llevado a cabo por la CIA de "cientos" de personas en territorio europeo y su posterior rendición extraordinaria a los países donde pudieran ser torturados.
El 21 de abril de 2006, el New York Times informó que los investigadores europeos expresaron que no habían sido capaces de encontrar pruebas concluyentes de la existencia de centros clandestinos de detención en Europa.
El 27 de junio de 2007, la Asamblea Parlamentaria del Consejo de Europa votó la Resolución 1562 y la Recomendación 1801 respaldando las conclusiones del informe de Dick Marty. La Asamblea declaró que estaba establecido con un alto grado de probabilidad, que la CIA había operado centros de detención en Polonia y Rumania durante algunos años, dentro del programa “Detenidos de Alto Valor” (High Value Detainee, “HVD”, por sus iniciales en inglés).

#### El fax interceptado por Onyx
En su edición del 8 de enero de 2006, el periódico suizo Sonntagsblick, publicó un documento interceptado el 10 de noviembre de 2005 por el sistema de interceptación Onyx, (similar al ECHELON, controlado por la comunidad UKUSA que agrupa a Estados Unidos, Reino Unido, Canadá, Australia y Nueva Zelanda). Supuestamente enviado por la embajada egipcia en Londres para el ministro de Relaciones Exteriores de Egipto Ahmed Aboul Gheit, (en su cargo desde el 11/07/2004 al 06/03/2011), el documento afirma que 23 ciudadanos iraquíes y afganos fueron interrogados en el Aeropuerto Internacional Mihail Kogălniceanu, cerca de Constanza, Rumania. Según el mismo documento, existían centros de interrogatorio similares en Bulgaria, Kosovo, Macedonia del Norte y Ucrania.
El Ministerio de Relaciones Exteriores egipcio, explicó más tarde que el fax interceptado no era más que una revisión de la prensa rumana, realizado por la Embajada de Egipto en Bucarest. Probablemente se refirió a una declaración del controvertido líder del partido Gran Rumanía, el senador Corneliu Vadim Tudor.
El gobierno de Suiza no confirmó oficialmente el informe pero el 9 de enero de 2006 inició un procedimiento judicial contra el periódico, por filtración de documentación secreta.

#### Informe del Parlamento Europeo del 14 de febrero de 2007
El informe del Parlamento Europeo, adoptado por mayoría (382 a favor, 256 en contra y 74 abstenciones) aprobado el 14 de febrero de 2007, llega a la conclusión de que muchos países europeos toleraron acciones ilegales de la CIA, incluyendo vuelos secretos sobre sus territorios. Los países mencionados fueron: Austria, Bélgica, Chipre, Dinamarca, Alemania Grecia, Irlanda, Italia, Polonia, Portugal, Rumania, España, Suecia y el Reino Unido. El informe: 

Denuncia la falta de cooperación con la investigación de muchos Estados miembros y del Consejo de la Unión Europea.
Lamenta que los países europeos hayan renunciado al control sobre su espacio aéreo y sus aeropuertos, cerrando los ojos o admitiendo vuelos operados por la CIA que, en algunas ocasiones, se estaban utilizando para el transporte ilegal de detenidos.
Pide el cierre de la unidad de detención militar estadounidense en Guantánamo y a los países europeos buscar de inmediato el retorno de sus ciudadanos y residentes que se encuentran detenidos ilegalmente por las autoridades de Estados Unidos.
Considera que todos los países europeos deberían iniciar investigaciones independientes sobre todas las escalas de aviones civiles contratados por la CIA.

Insta a que se instrumente una prohibición o sistema de inspecciones para todos los aviones operados por la CIA que se sabe han estado involucrados en rendiciones extraordinarias.
El informe criticó a varios países europeos (entre ellos Alemania, Austria, Italia, Polonia, Portugal y el Reino Unido) por su "falta de voluntad de cooperar" con los investigadores , por la acción de los servicios secretos de falta de cooperación con los investigadores del Parlamento y por la aceptación de secuestros ilegales.
El Parlamento Europeo votó una resolución de condena a los Estados miembros que aceptan o ignoran la práctica. Según el informe, la CIA había operado 1.245 vuelos, muchos de ellos a destinos en los que los sospechosos podrían enfrentar tortura.
El Parlamento también pidió la creación de una comisión de investigación independiente y el cierre de Guantánamo. Según Giovanni Fava (miembro del Partido Socialista de Italia), que redactó el documento, había una "fuerte posibilidad" de que la información obtenida en el marco del programa ilegal de rendiciones extraordinarias, hubiera sido transmitida a los gobiernos de la UE que eran conscientes de la forma en que esta información fue obtenida.
El informe también reveló el uso de centros de detención secretos en Europa, incluyendo Rumania y Polonia. El informe define a las rendiciones extraordinarias como los casos en que "una persona sospechosa de haber participado en actividades terroristas es secuestrada ilegalmente, detenidas y/o transferidas a la custodia de funcionarios de Estados Unidos y/o transportada a otro país para su interrogatorio, que en la mayoría de los casos implica la detención en régimen de incomunicación y la tortura".

### Administración Obama
El 22 de enero de 2009, el presidente Barack Obama firmó una Orden Ejecutiva requiriendo a la CIA a usar únicamente los 19 métodos de interrogatorio detallados en el Manuel de Campo del Ejército de EE. UU., “a menos que el Fiscal General, con consultas adecuadas proporcione orientación adicional”. La orden también establecía que "La CIA deberá cerrar lo más rápidamente posible cualquiera de las instalaciones de detención que actualmente opera y no operará ninguna de esas instalaciones de detención en el futuro".
El 5 de marzo de 2009, el periódico “Bloomberg News” informó que el comité de inteligencia del Senado de EE. UU. estaba iniciando una investigación de un año sobre el programa de detención de la CIA.
En abril de 2009 el director de la CIA Leon Panetta anunció en una carta a los funcionarios que la “CIA ya no opera instalaciones de detención o centros clandestinos de detención” y que “los centros remanentes serían retirados de servicio”. También anunció que la CIA ya no estaba permitía “contratistas” externos para llevar a cabo los interrogatorios y que la CIA ya no empleaba “técnicas duras de interrogatorio” controversiales.
Panetta informó a sus compañeros de trabajo que la CIA solo utilizaría técnicas de interrogatorio autorizadas en el Manual de Interrogatorios del Ejército de EE. UU., y que las personas detenidas por la CIA solo serían retenidas brevemente, durante el tiempo necesario para transferirlos a la custodia de las autoridades de sus países de origen o a la custodia de otra agencia de los Estados Unidos.
En 2011, la administración Obama admitió que había retenido a un prisionero somalí durante dos meses, a bordo de un barco de la marina de EE. UU., en el mar, a los efectos de ser interrogado.

## Respuesta de las Naciones Unidas
El 19 de mayo de 2006, el Comité de las Naciones Unidas contra la Tortura (el organismo de la ONU que vigila el cumplimiento de la Convención contra la tortura y otros tratos o penas crueles, inhumanos o degradantes, el tratado mundial anti-tortura) recomendó que los Estados Unidos dejaran de recluir a detenidos en prisiones secretas y detenga la práctica de entregar prisioneros a países donde es probable que sean torturados. La decisión fue tomada en Ginebra luego de dos días de audiencias, en las cuales una delegación estadounidense de 26 miembros defendió las prácticas.

## Decisiones de la Corte Europea de Derechos Humanos
El 13 de diciembre de 2012, la Corte Europea de Derechos Humanos ("ECHR" por sus siglas en inglés) emitió un fallo por el cual "fue establecido más allá de toda duda razonable" el secuestro, rendición y tortura de Khalid El-Masri y que el país macedonio "había sido responsable de su tortura y maltrato, ambos en el propio país y luego de su transferencia a las autoridades de EEUU en el contexto de una rendición extrajudicial". Se otorgó a El-Masri la suma de 60.000 euros en concepto de compensación. El Tribunal calificó el secuestro, la detención y la tortura de El-Masri en Macedonia, y la posterior entrega a Afganistán como una desaparición forzada.
El 24 de julio de 2014, el ECHR determinó que Polonia violó la Convención Europea de Derechos Humanos al cooperar con EE. UU., permitiendo que la CIA retuviera y torturara en territorio polaco a Abu Zubaydah y Abd al-Rahim al-Nashiri en los años 2002-2003. La Corte ordenó al gobierno de Polonia a pagar 100.000 euros a cada uno de ellos en concepto de compensación por daños. También otorgó 30.000 euros a Abu Zubaydah, para cubrir sus costos.